# 処刑人の剣

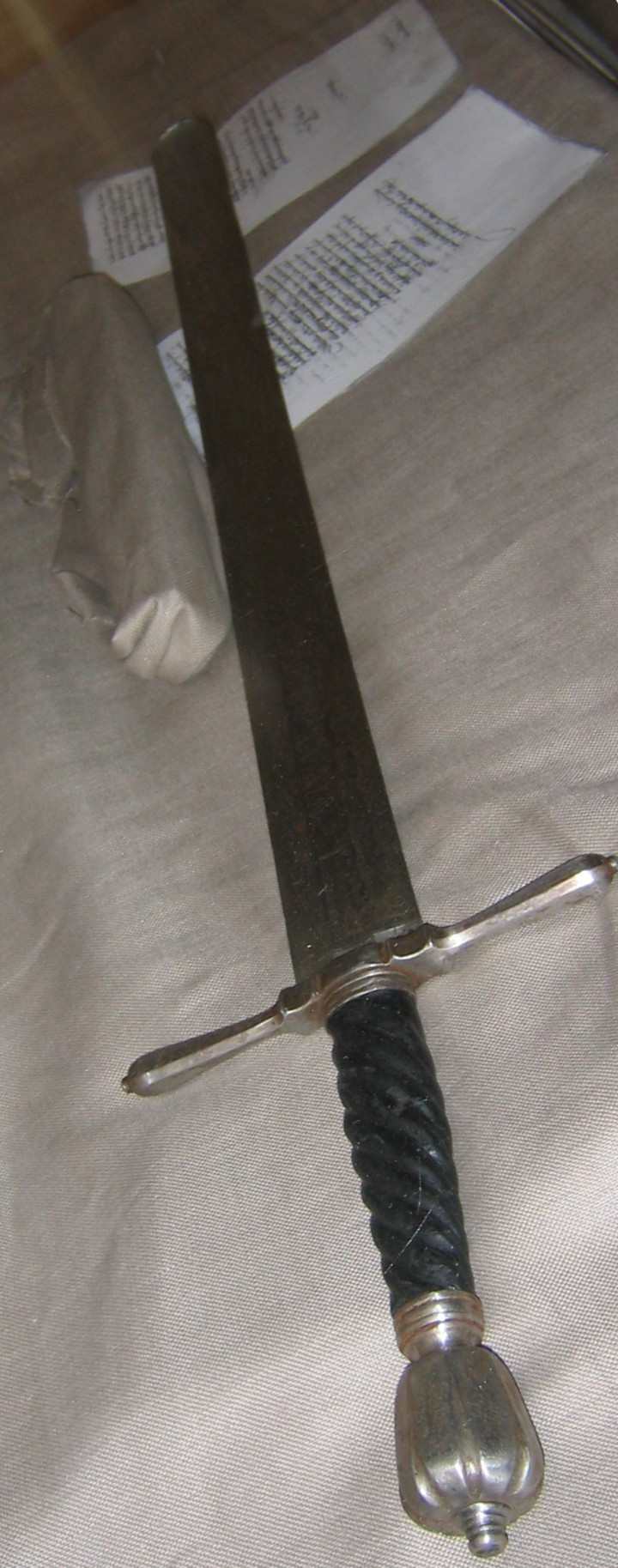
処刑人の剣（17世紀、ドイツ）

処刑人の剣（しょけいにんのつるぎ）は、死刑執行人が斬首刑のために使用する剣である。エクセキューショナーズソード（英: Executioner's sword）、リヒトシュヴェーアト（独: Richtschwert）とも。

## 概要
両手での使用を意図されていたが、その全長は一般的に片手剣（約80-90センチメートル）と同程度であった。鍔はきわめて短く、大抵は真っ直ぐで、柄頭は洋ナシ状もしくは切子状をしている。戦闘用の刀剣と異なり刀身に切っ先がないのは、突くための機能が不要であるためである。また切っ先を細く尖らせた同じ長さの通常の剣よりも重心が先端寄りになるため、斬撃の威力が増す。
ヨーロッパを含め斬首刑では、断ち切る威力に優れた斧も広く用いられたが、特に公開処刑が主流の時代においては、刑の執行における権威性を演出する意味から斧よりも高格で高価とされる剣を用いることも少なくなかった、中世では斬首刑は普通の剣で執行されていたが、処刑に仕損じると執行する権力側の威厳を損なうことになるため、より確実を期すよう工夫された専用の剣が考案されたのである。処刑専用の剣として知られる最古の例が登場するのは1540年頃である。この専用の剣種は17世紀に至るまで使用されたが、18世紀前半にギロチンによる斬首刑が行われ始めると、急速に使用されなくなった。
権威性を帯びた武器・道具であることから、刀身はしばしば、処刑や拷問の道具の図、あるいはキリストの磔刑図などのシンボリックなデザインで飾られ、そこには道徳的な内容の銘文が添えられた。たとえば、フランス・パリの死刑執行人であるサンソン家が司法省から授けられたという剣は、刃渡り4ピエ（130センチメートル）、柄の長さ10プス（27センチメートル）で、鐔元に近いところに「正義の剣（Épée de Justice）」と彫られていた。また、15世紀ドイツ・フランクフルトで使用されていた剣には「この剣を振り上げし時、我は科人に永久の生を祈らん（Wan Ich Das Schwert thue Auffheben / So Wünsche Ich Dem Sünder Das Ewige Leben）」と刻まれている。
処刑人の剣は、処刑に使われなくなった後も時として行列のなかで司法権の象徴として用いられ続けた。
剣あるいは斧による斬首は、得物を打ち下ろす際に最大の打撃力を発揮する高さに、首が動揺しないように据える断頭台とセットで使用されたが、時にはこれら専用の道具に頼らない技前によって権威をアピールする意味で、普通の作りの剣で斬首することもあった。江戸時代以前の日本における打ち首あるいは介錯などが好例である。

## 処刑人の剣の画像

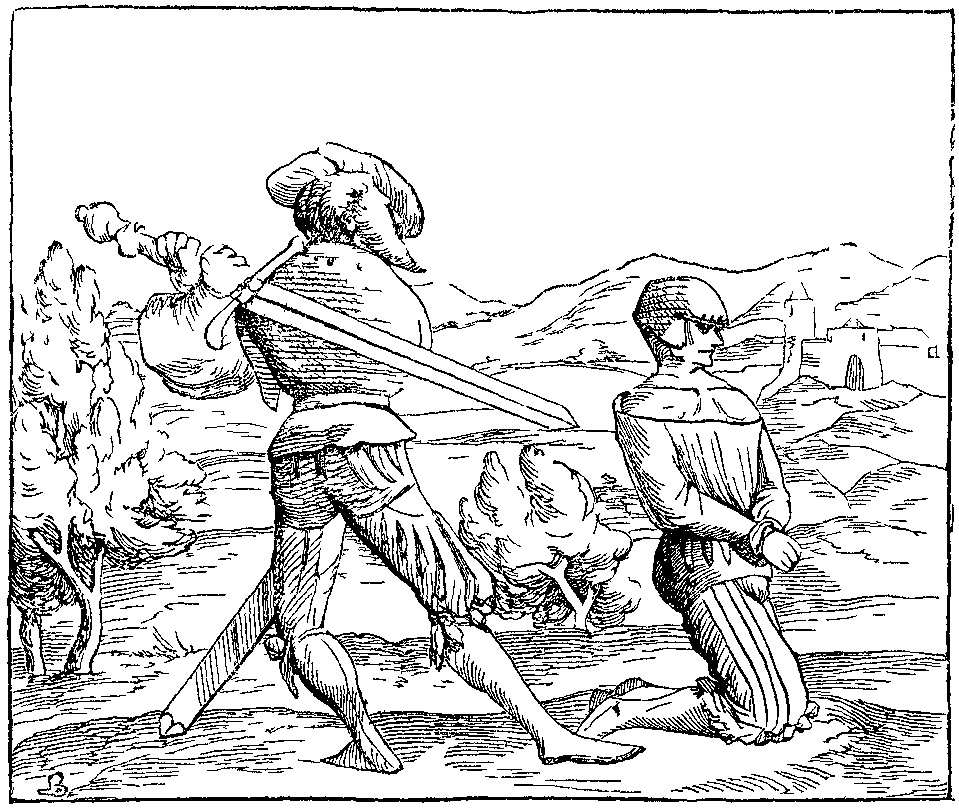
I. 斬首刑の一場面（ゼバスティアン・ミュンスター『コスモグラフィア』1552年）
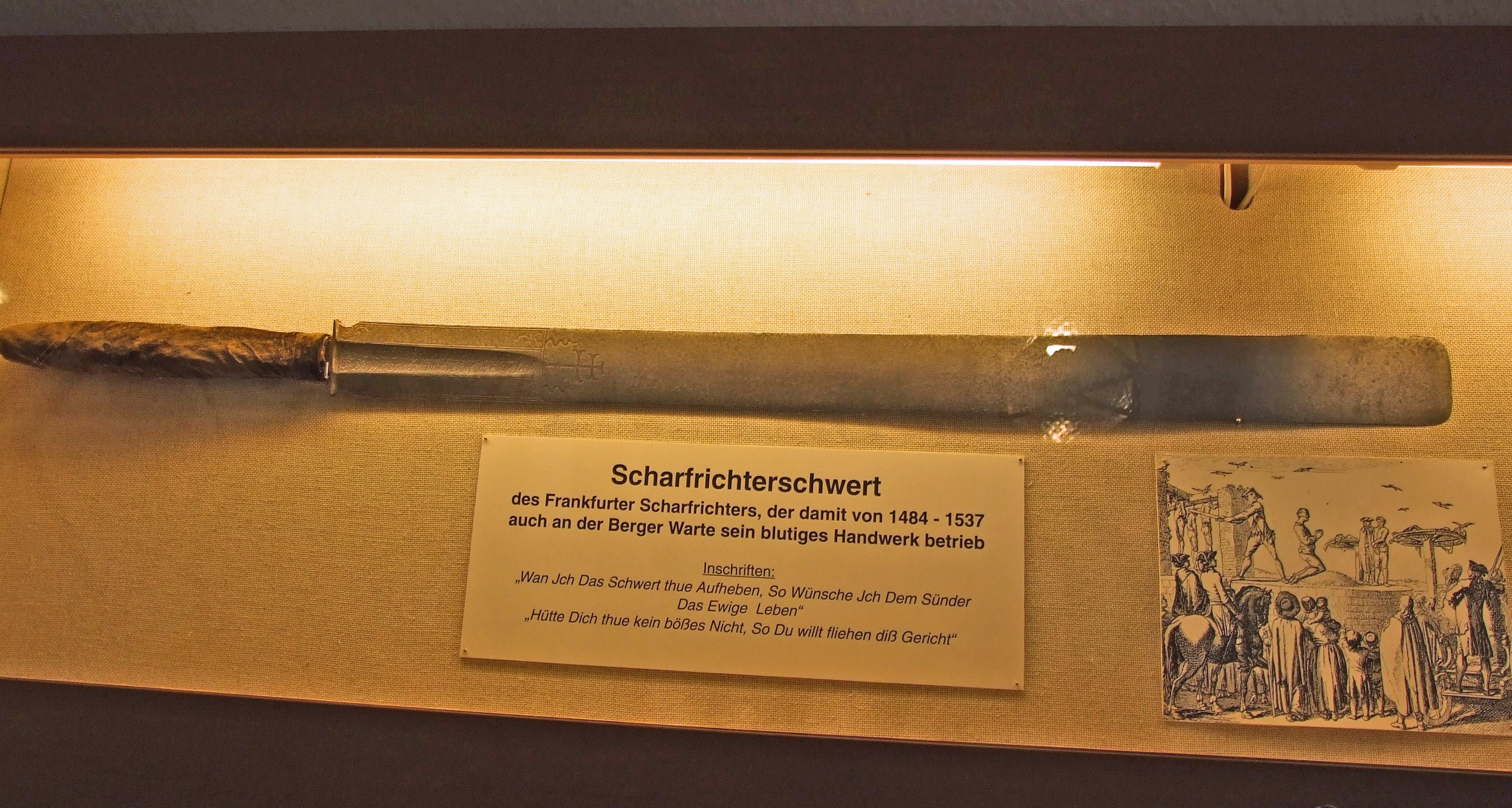
IIa. 15世紀、ドイツ（フランクフルト＝ベルゲン＝エンクハイム郷土資料館蔵）
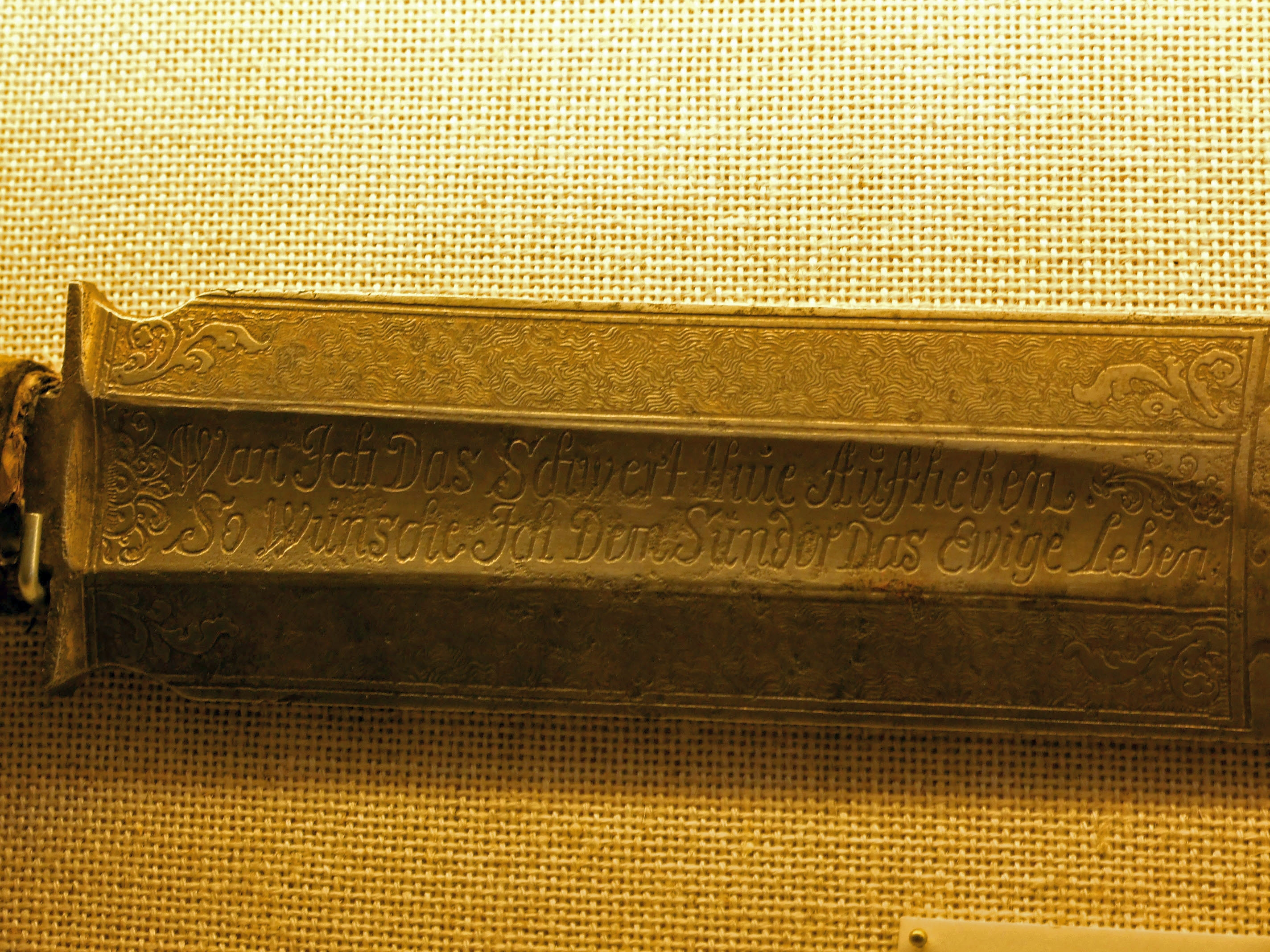
IIb. 15世紀、ドイツ、細部 Wan Ich Das Schwert thue Auffheben So Wünsche Ich Dem Sünder Das Ewige Leben 「この剣を振り上げし時、我は科人に永久の生を祈らん」と彫られている。